# 아나키즘과 성 문제
과거와 현재의 주요 아나키스트 사상가(피에르조제프 프루동 제외)는 일반적으로 여성 평등을 지지해 왔다. 자유 사랑 옹호자들은 때때로 자신의 뿌리를 조시아 워렌(Josiah Warren)과 실험적인 공동체로 거슬러 올라가며 성적 자유를 개인의 자기소유권의 표현으로 간주한다. 자유로운 사랑은 특히 여성의 권리를 강조했다. 뉴욕의 그리니치빌리지에서는 "보헤미안" 페미니스트와 사회주의자들이 남성과 여성 모두의 자아실현과 즐거움을 옹호했다. 유럽과 북미에서는 유토피아적 사회주의에서 부활한 사상과 아나키즘, 여성주의를 결합한 자유연애 운동이 빅토리아 시대의 '위선적인' 성적 도덕성을 공격했다.

## 시초
피에르조제프 프루동을 제외한 주요 남성 아나키스트 사상가들은 여성 평등을 강력하게 지지했다. 예를 들어, 미하일 바쿠닌은 가부장제와 법이 "[여성]을 남성의 절대적인 지배에 복종시키는" 방식에 반대했다. 그는 여성이 "자립하고 자신의 삶의 방식을 자유롭게 만들 수 있도록" "동등한 권리는 남성과 여성에게 속해야 한다"고 주장했다. 바쿠닌은 "여성의 완전한 성적 자유"와 "권위주의적 법적 가족"의 종말을 예견했다. 반면 프루동은 가족을 사회와 도덕의 가장 기본적인 단위로 보았고, 여성은 가족 내에서 전통적인 역할을 수행할 책임이 있다고 생각했다.
오스카 와일드의 <사회주의 하 인간의 영혼>(The Soul of Man Under Socialism)에서 그는 모든 사람이 부를 공유하는 평등주의 사회를 열렬히 옹호하는 동시에 개인을 짓밟는 권위주의 사회주의의 위험성을 경고한다. 그는 나중에 "나는 사회주의자라기보다는 오히려 무정부주의자라고 생각한다."라고 말했다. 와일드의 좌파 자유주의 정치는 존 헨리 맥케이(John Henry Mackay)와 에드워드 카펜터(Edward Carpenter)를 포함하여 19세기 후반 동성애 해방을 위해 적극적으로 캠페인을 벌인 다른 인물들에 의해 공유되었다.